# Napkutya (együttes)
A Napkutya egy 2012-ben Budapesten alapított magyar alternatív rockzenekar.

## Történetük
Zenei stílusa szövegközpontú, lendületes alternatív pop, rockos hangzással, punkos beütéssel, azaz BuddhaPopPunk.
Tagjai különböző stílusú korábbi zenekaraikkal (pl. Géniusz, Ghymes, Besh O Drom) végigjárták magyarország legfontosabb klub- és fesztiválszínpadjait, amit a Napkutyával is folytattak.
Első koncertjével a Szigethalom Feszten bemutatkozó zenekar az évek során fellépett többek között a Sziget Fesztiválon, a Szegedi Ifjúsági Napokon, a Művészetek Völgyében, a FEZENen, a Pannónia Fesztiválon, a Vörös Katlan Fesztiválon és a Dallamos Villamoson, továbbá számos budapesti és vidéki klubban.
A Napkutya 2013-ban és 2014-ben vendégzenekarként végigkísérte az Anna & The Barbies országos klubturnéját.
Varga Livius (Quimby, A Kutya Vacsorája) vendégként több Napkutya koncerten is fellépett, valamint szerepel a Napkutya – Van, akinek a mája című videóklipjében is.
2015-ben a zenekar feloszlott, de mint utóbb kiderült, tagjai csak ideiglenesen függesztették fel a közös munkát, amit 2022-től megújult lendülettel, új számok írásával és rögzítésével folytatnak.

## Tagok

### Jelenlegi tagok
- Oplasznik Péter – ének, gitár
- Nagy Amarillisz – ének
- ? – basszusgitár
- Varjú Attila – dob
- Székely Tamás – szintetizátor

### Korábbi tagok
- Knapp Zoltán – dob (2012–2015)
- Beszteri Róbert – szintetizátor (2012–2015)

## Diszkográfia
- Ugatni szabad (2013)
- Szoknyás (single 2014)
- Hol a labda? (2015)

## Külső hivatkozások
- Zene.hu – „Ha megtalálod a saját, igazi utad, nincsenek tovább kérdések!”
- Zene.hu – „Durván koncertfüggő vagyok”
- Szótkérek – A boldogságot kell keresni, és csak ez után jöhet minden más
- Fél Online – Kisszínpados nagykoncert Archiválva 2023. március 16-i dátummal a Wayback Machine-ben
- Recorder – Dupla klippremier!
- MyMusic – Hol a labda? Nálad? Nálam?
- Est.hu – Napkutya (archív)
- Koncert.hu – Napkutya, Anna & The Barbies
- Budapest – Újra forgalomba áll a Dallamos Villamos a Magyar Dal Napja rendezvényen
- Élménykülönítmény Fesztivál – Csinálj sportot a rock’n’rollból!